# Michael Vuylsteke
Michael Antonius Maria Vuylsteke O.P. (Delfshaven, 1869 - Curaçao, 1930) was een Nederlands geestelijke van de Rooms-Katholieke Kerk.
Vuylsteke trad in in de orde der dominicanen; zijn priesterwijding vond plaats op 15 augustus 1895. 
Op 10 juni 1910 werd Vuylsteke benoemd tot apostolisch vicaris van Curaçao en titulair bisschop van Charadrus.
Vuylsteke vervulde het ambt van vicaris tot zijn dood in 1930.